# Yeşilyurt (Sarayköy)
Yeşilyurt (türkisch für grüne Heimat) ist ein Dorf im Landkreis Sarayköy der türkischen Provinz Denizli. Yeşilyurt liegt etwa 38 km nordwestlich der Provinzhauptstadt Denizli und 16 km südwestlich von Sarayköy. Yeşilyurt hatte laut der letzten Volkszählung 84 Einwohner (Stand Ende Dezember 2010).